# Federación Juvenil Comunista Italiana
La Federación Juvenil Comunista Italiana (FGCI, del italiano Federazione Giovanile Comunista Italiana) era la organización de los jóvenes del Partido Comunista Italiano (PCI).

## Historia tras su disolución
La FGCI se disuelve el 27 de diciembre del 1990, poco antes de la disolución del PCI. La mayoría de los integrantes de la FGCI se integran en los Demócratas de Izquierda y en sus juventudes, Sinistra Giovanile. Una minoría decide integrarse en Refundación Comunista manteniendo el nombre de Federación Juvenil Comunista Italiana.
Cuando en el 1998 nace, por una escisión desde Refundación Comunista, el Partido de los Comunistas Italianos (PdCI), la federación juvenil permanece unida hasta el 2000. En ese año se divide en los Jóvenes Comunistas, pertenecientes a Refundación Comunista, y en la Federación Juvenil Comunistas Italianos, perteneciente al PdCI. Al fundarse esta última primero pudo mantener las siglas originales de FGCI.

## Secretarios generales de la FGCI
- Enrico Berlinguer (1949-1956)
- Rino Serri (años 50)
- Achille Occhetto (1963-1966)
- Claudio Petruccioli (1966-1969)
- Renzo Imbeni (1972-1975)
- Massimo D'Alema (1975-1980)
- Marco Fumagalli (1980-1985)
- Pietro Folena (1985-1988)
- Gianni Cuperlo (1988-1990)